# Кастусь Акула
Кастусь Акула (бел. Кастусь Акула), настоящее имя Александр Игнатьевич Качан (бел. Аляксандр Ігнатавіч Качан; 16 ноября 1925 — 29 января 2008) — белорусский писатель и поэт, живший в Канаде.

## Биография
Один из восьми детей в семье. Родители — Игнатий и Полина, владели участком земли площадью в 12 гектаров. Мать скончалась в конце августа 1939 года, отец по обвинению в антисоветской деятельности был арестован и расстрелян в 1951 году в тюрьме под Борисовом. Во время немецкой оккупации Александр учился в Виленской белорусской гимназии, после одной из поездок домой был арестован в Минске и отсидел три месяца в тюрьме и один месяц в концлагере. Окончил учительские курсы в Глубоком. Первые произведения публиковал в «Белорусской газете» и «Голасе вёскі» как под своим реальным именем, так и под псевдонимом «Михась Козыр».
В июне 1944 года Александр поступил в Минскую школу командиров Белорусской краевой обороны, с которой отступил на Запад. Он попал с немецкими войсками во Францию, однако оттуда сбежал на сторону французских партизан. Продолжил службу во 2-м Польском корпусе Владислава Андерса как гражданин Польши, в его составе воевал в Италии. Награждён британской Воинской медалью и итальянской золотой медалью «За воинскую доблесть». После войны продолжил службу в британской армии, окончив в 1946 году британскую офицерскую школу и вернувшись в звании капрала в Италию.
В 1946—1947 годах Александр (уже известный как Кастусь Акула) жил в Великобритании, основав Общество белорусов в Великобритании. В июне 1947 года он переехал в Канаду, проживал в городе Ошава, основал там Общество белорусов в Канаде и стал первым его председателем. Позже переехал в Торонто, где занимался литературной и общественной деятельностью. Поддерживал Раду Белорусской народной республики, преподавал в белорусских воскресных школах, участвовал в организации Белорусской кассы самопомощи и курорта «Слуцак» в Канаде. Публиковался в газетах «Бацькаўшчына» и других белорусских изданиях, был редактором газеты «Беларускі эмігрант» (1948—1954) и журнала «Зважай» (1974—1997).
В БССР публикация его работ была запрещена: многие белорусские советские писатели писали открытые письма против Кастуся Акулы, называя его «агентом ЦРУ», «платным освободителем Белоруссии» и «безумным антисоветчиком». Во время выставки Expo-67 в Монреале Кастусь организовал акцию протеста против СССР, начав выкрикивать антисоветские лозунги и разбрасывать вверх брошюры. Это заметил помощник А. Н. Косыгина, и полиция вскоре его задержала. В 1992 году посетил свою историческую родину, однако после 1995 года его книги снова прекратились издаваться.
Скончался 29 января 2008 года в Торонто.